# Cadira Barcelona
La cadira Barcelona és una obra dissenyada per Lilly Reich i Ludwig Mies van der Rohe per al Pavelló alemany de l'Exposició Internacional de 1929 a Barcelona.

## Història i descripció
Tot i que molts arquitectes i dissenyadors de mobles de l'època Bauhaus tenien la intenció de proporcionar habitatges ben dissenyats i mobles impecablement fabricats per a l'«humà comú», la cadira Barcelona va ser-ne una excepció. Va ser dissenyada per a la reialesa espanyola, per supervisar les cerimònies d'inauguració de l'exposició i descrita per la revista Time com a sumptuosa habitant del pavelló alemany. És un moble amb l'estructura d'acer inoxidable polit i el seient i el respatller de cuir. Recorda la sella curulis, les cadires que utilitzaven els magistrats romans, i també es va convertir ràpidament en objecte paradigmàtic de l'arquitectura moderna.
Des del 1953, l'empresa Knoll Inc ha continuat fabricant el seient. Fan el marc en dues configuracions diferents d'acer, crom i acer inoxidable. La cadira és feta gairebé completament a mà. Reproduccions no autoritzades proliferen arreu del món i es venen sota diverses marques. La construcció és molt artesana i n'han sortit moltes imitacions. Les originals porten al quadre la signatura de Mies van der Rohe i el logotip de Knoll.

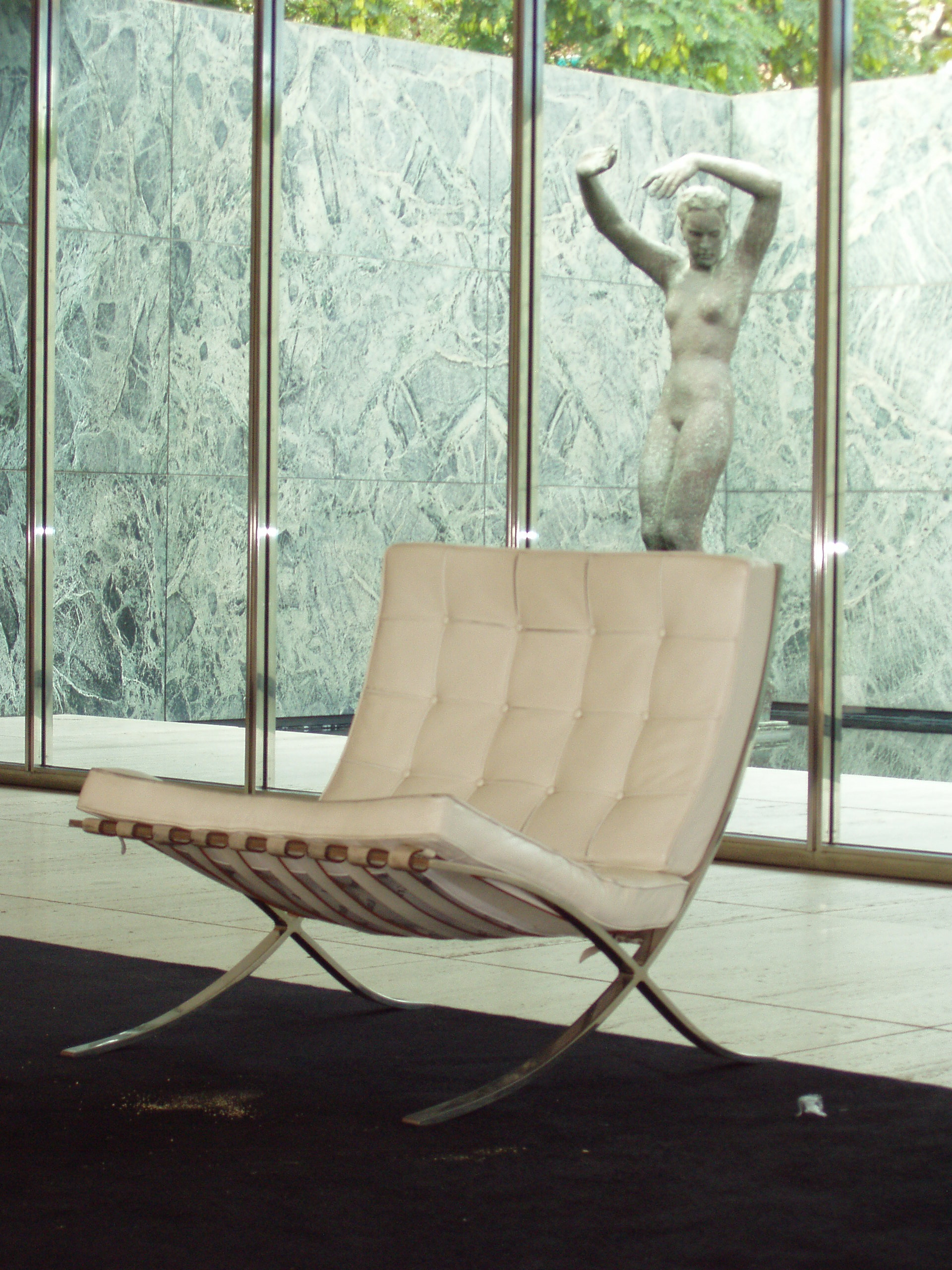
La cadira Barcelona al pavelló Mies van der Rohe